# NeBeLNeST
NeBeLNeST ist eine französische Progressive-Rock-Band.

## Geschichte
NeBeLNeST wurden im Mai 1997 von Olivier Tejedor (Keyboard), seinem Bruder Gregory Tejedor (Bass), Cyril Malderez (Gitarre) und Michael Anselmi (Schlagzeug) gegründet. Die Tejedor-Brüder und Malderez hatten bereits zuvor gemeinsam in der Hardcore-Band Chemistry gespielt, während Anselmi Erfahrung in der Noise-/Rave-Band Ventrilock gesammelt hatte.
Das nach der Band benannte erste Studioalbum erfuhr 1999 eine positive Aufnahme durch Kritik und Hörerschaft. In der Folgezeit traten NeBeLNeST bei verschiedenen Progressive-Rock-Festivals (Festival Off (Frankreich), ProgDay (USA)) auf und veranstalteten eine kurze Tournee durch die USA. Mit dem 2002 veröffentlichten zweiten Album NoVa eXPReSS konnte die Gruppe nahtlos an das Vorgängeralbum anschließen. Während der Arbeit an ihrer aktuellen Studioproduktion ZePTO verließ Gitarrist Malderez die Band. Er wurde durch Sebastien Carmona ersetzt, der die Band jedoch nach kurzer Zeit ebenfalls verließ. An seine Stelle trat Matthieu Sassier.

## Stil
Der musikalische Stil der Band ähnelt der Musik von King Crimson in der Ära des Red-Albums (1973). Er ist geprägt durch ungewöhnliche Taktwechsel, druckvolles Spiel in Anlehnung an Heavy Metal und die Verwendung des Mellotrons.

## Diskografie
- 1999: NeBeLNeST
- 2002: NoVa eXPReSS
- 2006: ZePTO